# İzlem Gürçağ Altuğra
İzlem Gürçağ Altuğra (nacida en 1972) es una política y científica médico turcochipriota. Nació en Limassol y trabajó como bióloga antes de ser elegida diputada por el Partido de Unidad Nacional en las elecciones parlamentarias de Chipre del Norte de 2013. Pasó tres años como jefa del distrito de Girne entre 2015 y septiembre de 2018 y quince meses como Ministra de Salud entre mayo de 2022 y agosto de 2023.

## Biografía
Nació en 1972 en Limassol y estudió en el Departamento de Biología de la Facultad de Ciencias de la Universidad de Hacettepe. Tiene dos hijos con su cónyuge. Trabajó como bióloga en Hospital Estatal Dr. Burhan Nalbantoğlu en Nicosia y en el Hospital Akçiçek de Kyrenia, antes de poner en marcha el laboratorio de análisis médicos LAMEL. Fue miembro de la junta directiva de la rama femenina del Partido de Unidad Nacional (PUN). Fue elegida diputada del PUN por Kyrenia en las elecciones parlamentarias de Chipre del Norte de 2013. En 2015, fue elegida jefa del distrito de Girne, siendo la primera mujer en ocupar ese cargo. En septiembre de 2018, después de que su filial del PUN se negara a celebrar elecciones para la junta ejecutiva de su filial femenina, a lo que ella se había opuesto, dimitió como presidenta del distrito en protesta. Fue reelegida en las elecciones parlamentarias de Chipre del Norte de 2018 y 2022.
El 12 de mayo de 2022, fue nombrada ministra de Salud como parte del primer gabinete de Üstel. Como ministra de Salud, realizó inspecciones en el Departamento de Laboratorio Estatal y el Centro de Salud de Güzelyurt en 2022, y visitó el sitio de construcción del Nuevo Hospital de Kyrenia en enero de 2023. En agosto de 2022, Altuğra recibió las felicitaciones por su nuevo cargo como ministra de salud de parte de Fahrettin Koca, el ministro de salud de Turquía, y más tarde ese mes, inauguró el Campeonato de Ajedrez Femenino del Norte de Chipre de 2022. Después de los terremotos de Turquía y Siria de 2023, donó su salario del mes para ayudar a las víctimas del terremoto. En mayo de 2023, felicitó a Recep Tayyip Erdoğan por su reelección como presidente de Turquía después de las elecciones presidenciales de Turquía de 2023. El 11 de agosto de 2023, fue reemplazada como ministra por Hakan Dinçyürek cuando Ünal Üstel inició un nuevo gabinete.
En septiembre de 2023, estuvo presente en el servicio conmemorativo por el sexto aniversario de la muerte del diputado Mustafa Hacıahmetoğlu. En octubre de 2023, en respuesta a un escándalo de recetas falsificadas en el país, apoyó la vigilancia de los medicamentos y la creación de una instalación farmacéutica cualificada en Chipre del Norte, advirtiendo que «si no producimos, seremos destruidos». En febrero de 2024, criticó el aumento de las inversiones en tierras por parte de extranjeros de «tercera nacionalidad», diciendo que «nuestro país se ha convertido en un país de extranjeros» y que «la irregularidad en las ventas de tierras nos ha convertido en extranjeros». En junio de 2024, Altuğra fue oradora en el Grupo de Mujeres Parlamentarias de TURKPA.